# Renault 12
La Renault 12 è un'automobile di classe media prodotta in Francia dalla Renault tra il 1969 ed il 1980. Venne costruita anche in diversi altri mercati nel mondo. In alcuni di questi mercati, con piccole modifiche, rimase in listino fino ai primi anni 2000.

## Storia

### Genesi del modello
La storia della Renault 12 affonda le sue radici fin già al 1963, vale a dire solo un anno dopo il lancio della Renault 8 che avrebbe dovuto sostituire. È stato infatti in quell'anno che l'ufficio di design della Casa di Billancourt aveva realizzato un modello denominato Sabot, caratterizzata da linee spigolose, corpo vettura a due volumi simile a quello di una coupé e basata sulla meccanica della spartana R4. In realtà, il progetto relativo alla sostituta della R8 non fu avviato che nel 1964 sotto il codice di Progetto 117, e coordinato dall'allora responsabile di progettazione, Yves Georges, ma fu proprio alla Sabot che i designers della Casa cercarono di ispirarsi. La vettura che doveva derivare dalla Sabot avrebbe dovuto essere evoluta dagli stilisti Renault in chiave più consona ad un modello da famiglia, oltretutto destinato ad una clientela tradizionalista, quindi a quattro porte e a tre volumi, accantonando quindi la soluzione del portellone che già stava per essere introdotta (con parecchio clamore) sulla R16. Far scaturire un modello d'impostazione tradizionalista da un prototipo tutto sommato avveniristico per quei tempi (si tenga presente che le linee spigolose sarebbero state un motivo ricorrente nel decennio seguente, ma non di certo nei primi anni sessanta) non fu certamente un compito facile per l'équipe di designers diretta da Gaston Juchet, già autore della R16. L'eclettico responsabile del centro stile Renault di allora non seppe trattenersi dal proporre soluzioni estremamente originali e promosse quindi un'idea di un suo collaboratore, Robert Boyer, che eseguì lo schizzo di una vettura caratterizzata da fari asimmetrici, ossia due sul lato destro ed uno sul lato sinistro. Tale soluzione, datata 1965, avrebbe continuato a perdurare anche negli anni seguenti, immediatamente prima del lancio del modello definitivo. Nel frattempo stavano prendendo forma anche le restanti linee del corpo vettura. Tra il 1967 ed il 1968 vennero praticamente congelate le linee definitive della vettura finale. Rimase invariata la soluzione dei fari asimmetrici, ma ancora per poco: essa infatti non fu mantenuta per l'impossibilità di poterla omologare in tutti i Paesi in cui la commercializzazione e/o produzione della vettura fosse stata prevista. Il presidente della Régie Pierre Dreyfus, infatti, voleva che questa vettura divenisse un'autentica world car, da esportare e far produrre con successo anche in svariati altri paesi nel mondo. Non voleva quindi che la nuova berlina fosse troppo stravagante, ma anzi che fosse il più "trasversale" possibile in maniera tale da mettere d'accordo gusti ed esigenze differenti. Per questo motivo doveva proporre linee moderne ma allo stesso tempo essere intrisa di elementi tradizionali, così da divenire anche un'alternativa alla più innovativa R16, che invece era fatta per una clientela più moderna, oltre che con maggiori disponibilità economiche. Perciò, dal punto di vista meccanico si ebbe la gran svolta determinata dal passaggio alla trazione anteriore, un passaggio obbligato per la Renault, dal momento che oramai alcuni suoi modelli già adottavano tale schema e che anche la concorrenza stava gradualmente compiendo tale svolta. Ma la trazione anteriore fu in realtà l'unica grossa novità tecnica richiesta come contenuto del progetto 117. Per il resto non solo si scelsero soluzioni già ampiamente collaudate, ma addirittura per certi versi si effettuarono alcuni passi indietro. Infatti, se per quanto riguarda la gamma motori si optò per unità motrici derivate dalla famiglia Cléon, nell'ambito della meccanica telaistica si passò addirittura dal retrotreno a ruote indipendenti a quello ad assale rigido. Ciò allo scopo di abbattere i costi e rendere la futura Renault 12 un modello appetibile anche per quei mercati dove le condizioni economiche erano meno favorevoli.
Proprio per garantire l'affidabilità della nuova vettura anche in quei Paesi dalle condizioni climatiche particolari e spesso dalla rete viaria in pessimo stato, i prototipi furono testati in Brasile ed in Africa.

### Debutto
La presentazione della nuova Renault 12 avvenne al 56º Salone di Parigi del 1969: qui dodici esemplari furono disposti su uno spazio ampio dove altrettante ballerine diedero vita ad uno spettacolo dal vivo per celebrare la nascita della vettura. Scopo dello spettacolo fu anche quello di mostrare le varie tipologie di clientela (dodici, secondo la Casa, da cui la denominazione della vettura) che avrebbero potuto essere attratte dalla R12. La stampa fu impressionata dallo show e consumò fiumi d'inchiostro nei giorni seguenti per parlare di questo debutto della nuova berlina francese, senza tralasciare le dichiarazioni dei vertici Renault che sottolinearono l'importanza strategica di questo modello, il cui compito sarebbe stato quello di superare il milione di esemplari l'anno.
Durante il periodo della kermesse parigina, alcuni esemplari vennero parcheggiati lungo le banchine di attesa di alcune stazioni della metropolitana parigina, sempre a scopo promozionale.

#### Design ed allestimenti

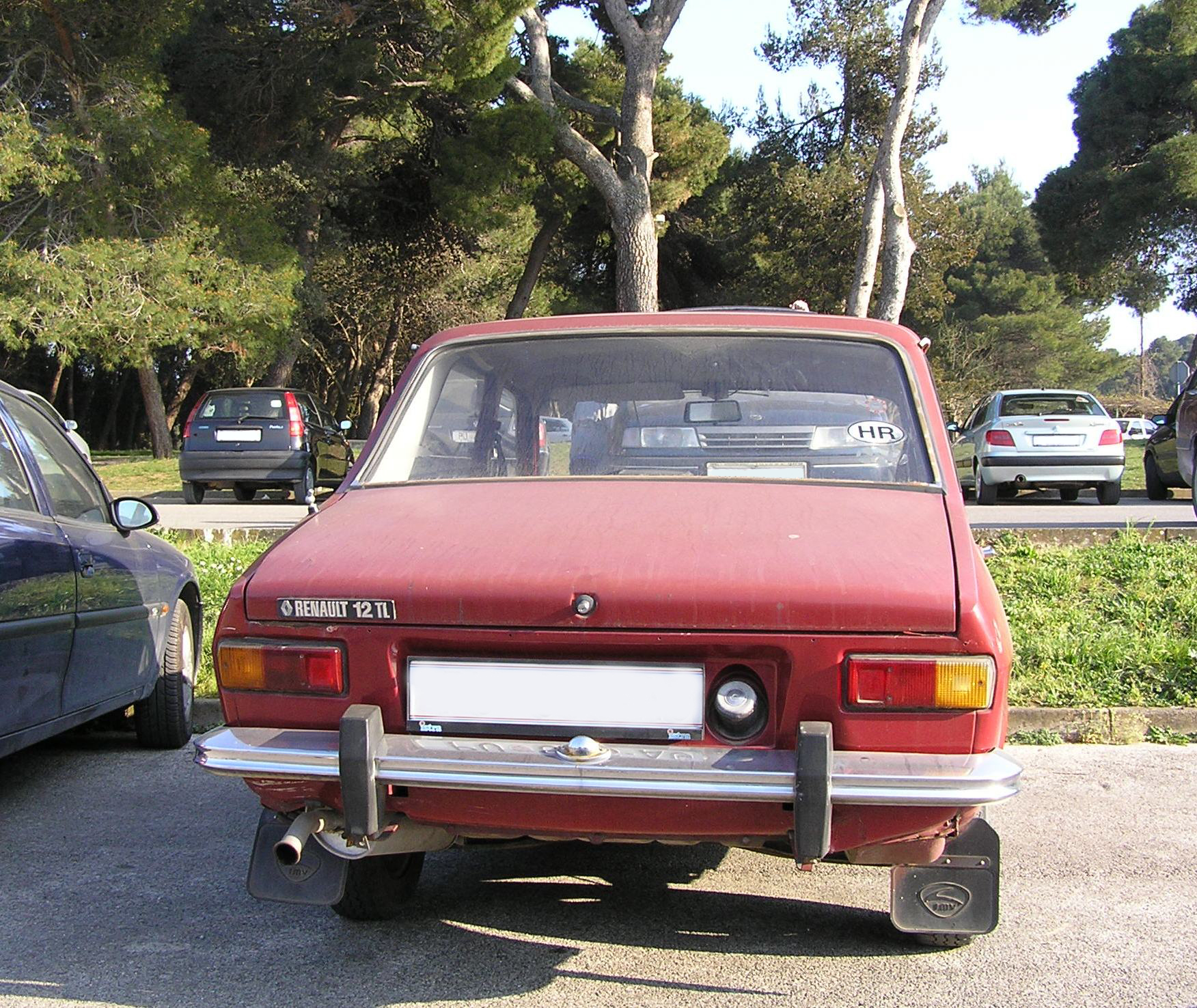
Il particolare andamento spiovente della coda di una R12

Pur conservando una linea che a grandi linee poteva essere definita classica, la Renault 12 incorporava anche alcuni elementi stilistici tutt'altro che banali e tutt'altro che nascosti. Il suo corpo vettura a tre volumi è stato ottenuto lavorando alacramente sulla base del prototipo Sabot. Quest'ultimo, già provvisto di per sé di un cofano anteriore dall'andamento leggermente spiovente, è stato più e più volte ridisegnato nella parte posteriore allo scopo di ottenere un terzo volume posteriore riservato al bagagliaio, ma senza stravolgere il concetto originario, ed anzi permettendo all'osservatore di intravederne ancora i caratteri essenziali. Vista di profilo, la vettura appare quasi simmetrica tra parte posteriore ed anteriore, proprio per il fatto di essere caratterizzata da un andamento spiovente sia per quanto riguarda il muso sia per quanto riguarda la coda. Tale soluzione stilistica fu criticata dai detrattori che pronosticarono un flop commerciale per la R12, prospettiva che successivamente in realtà non si verificò. Ed è sempre osservando la vettura lateralmente che si scorgono altre caratteristiche stilistiche particolari, come ad esempio il frontale tronco, così come tronco è il disegno della coda, caratterizzata da piccoli gruppi ottici a sviluppo orizzontale. Nel frontale, invece, la calandra interamente in plastica nera fa da sfondo a grossi gruppi ottici di forma quadrilatera, ma dagli angoli arrotondati. Al centro della calandra era presente un'area trapezoidale all'interno della quale trovava posto un piccolo stemma della Losanga, secondo uno stilema già visto nella R16. Un'ultima particolarità stilistica sta nel montante posteriore, assai più massiccio degli altri e dotato di tre sottili prese d'aria disposte verticalmente.
Internamente la vettura era invece piuttosto sobria e non vi erano caratteristiche di sorta: nell'allestimento di base, denominato L, era presente una panca anteriore a schienale fisso, mentre nell'allestimento superiore, denominato TL, erano invece presenti due sedili separati con schienale regolabile. In ogni caso, i rivestimenti dei sedili erano in tessuto, ma a richiesta si poteva optare per il rivestimento in skai. Già dall'allestimento base la dotazione era abbastanza completa per l'epoca, e comprendeva un vano portaoggetti illuminato, così come illuminato era anche il bagagliaio, la cui capacità totale raggiunge 420 litri per tutte le versioni. L'allestimento superiore non prevedeva molto di più rispetto a quello di base: la 12 TL usciva di serie con la vernice metallizzata ed i vetri leggermente oscurati con parabrezza stratificato.

#### Meccanica e motori
Dal punto di vista tecnico, la R12 nasceva su un pianale specifico che faceva da base ad una struttura monoscocca, soluzione da cui già in quegli anni solo pochi modelli si stavano ancora dissociando. L'unica grande novità sta nello schema meccanico generale che abbraccia la filosofia del "tutto avanti" in luogo del "tutto dietro" tipico dei modelli precedenti (R8, Dauphine e 4CV). La particolarità però sta nel fatto che il motore è posizionato a sbalzo, aspetto che avrebbe reso la vettura un po' più sottosterzante in curva rispetto alla concorrenza con motore posizionato all'altezza dell'avantreno. Per quanto riguarda il restante comparto meccanico e motoristico è invece alquanto tradizionale e propone un avantreno a ruote indipendenti con quadrilateri deformabili, senza contare il retrotreno ad assale rigido, decisamente anacronistico. Entrambi gli assi sono dotati di molle elicoidali, ammortizzatori idraulici telescopici e barre antirollio. L'impianto frenante era di tipo misto, cioè con dischi all'avantreno e tamburi al retrotreno, mentre lo sterzo era a cremagliera.
Al suo debutto era prevista in una sola motorizzazione, consistente nel motore Cléon-Fonte da 1289 cm³ con alimentazione a carburatore monocorpo e potenza massima di 54 CV. Per quanto riguarda la trasmissione, la R12 si avvaleva di un cambio manuale a 4 marce.

### Evoluzione
Con tali caratteristiche cominciò la sua carriera commerciale: nonostante essa sia unanimemente considerata come l'erede dei modelli R8 ed R10, la motorizzazione da 1.3 litri con cui era equipaggiata, ma anche le sue dimensioni sensibilmente superiori a quelle delle concorrenti, le consentivano di rivaleggiare anche con modelli di classe immediatamente superiore, come l'Audi 60 e la Simca 1301.

#### L'allargamento della gamma

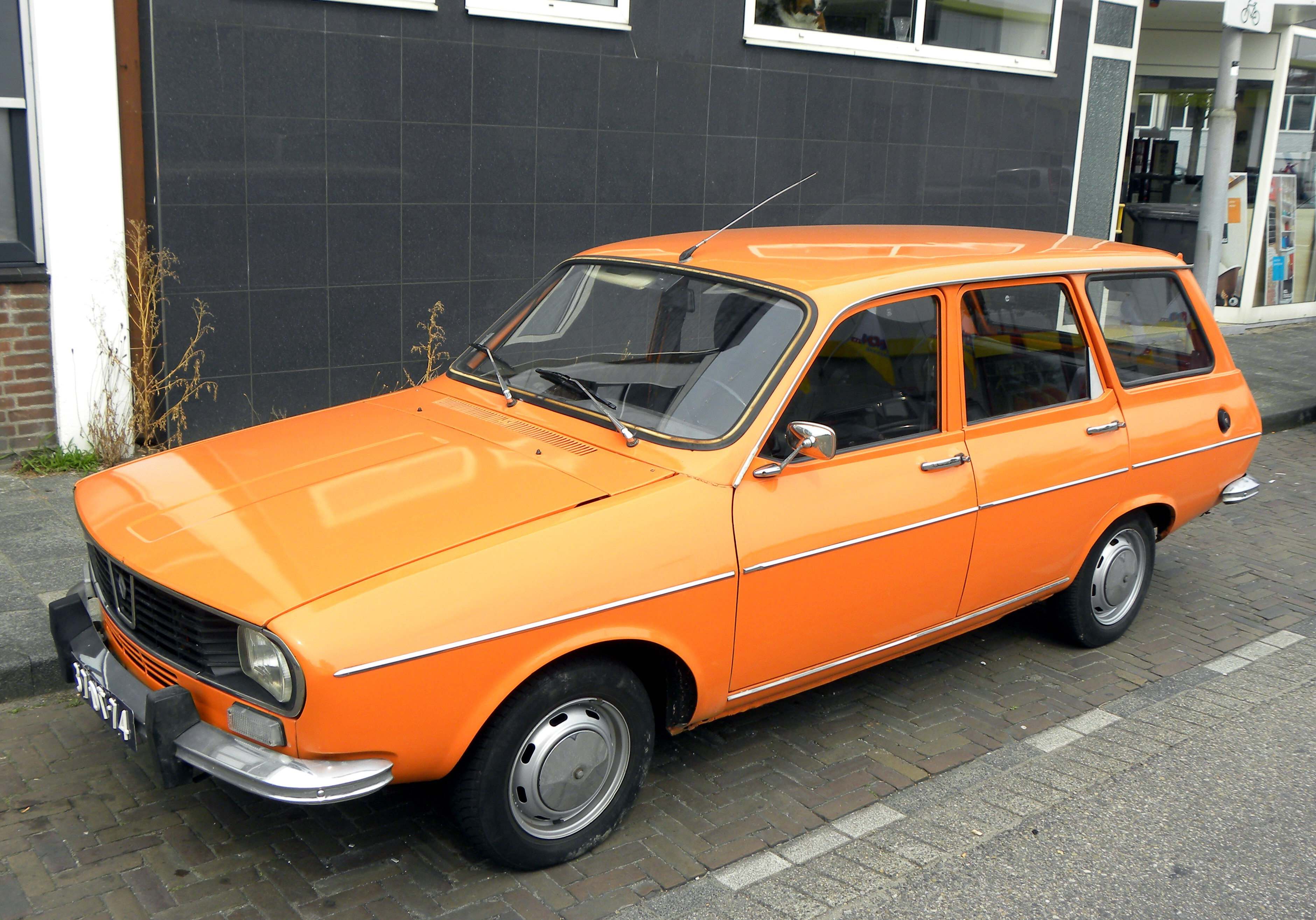
Una R12 Break, la versione familiare

Durante il primo anno di produzione non vi furono che aggiornamenti di dettaglio: gli unici degni di nota sono quelli relativi alle cinture di sicurezza anteriori che divennero di serie per via dell'entrata in vigore di una legge in Francia che le imponeva in tutte le auto di nuova produzione. Le cinture posteriori rimasero invece opzionali, mentre il portaoggetti sulla plancia ricevette un coperchio (prima era aperto). Nell'autunno dell'anno seguente si ebbe la presentazione di due versioni agli antipodi tra loro: la giardinetta Break e la sportiva Gordini.

##### La versione Break
Nel settembre del 1970 venne lanciata un'importante novità: i detrattori che ne criticavano la capacità del bagagliaio migliorabile trovarono maggior soddisfazione con l'arrivo della 12 Break, ossia la versione familiare a 5 porte, disponibile negli stessi allestimenti delle versioni berlina. La 12 Break seguirà fin dalla sua nascita le stesse evoluzioni della berlina e sarà molto apprezzata per la sua praticità e le sue notevoli doti di carico. Tali doti spinsero la Casa francese ad introdurre poco dopo anche la versione Commerciale, priva del divanetto posteriore, che lasciò il posto ad uno spazioso vano spoglio per il carico delle merci. Erano disponibili fino a 1.65 metri cubi di capacità di carico, un vero record per una vettura che, rispetto alla berlina, era cresciuta di appena 6 cm, portandosi a 4.40 metri. Quanto alla portata massima, la Commerciale consentiva il trasporto di merce fino a 435 kg. Esternamente, la Break e la commerciale erano identiche e si distinguevano dalla berlina, oltre che per il completo ridisegnamento della parte posteriore, anche per il differente disegno dei gruppi ottici posteriori, questa volta a sviluppo verticale.
Disponibili inizialmente nel solo allestimento L, la Break e la Commerciale furono oggetto di un'accurata campagna di lancio da parte della Casa di Billancourt che ne esaltò le doti di sicurezza anche a pieno carico, la guida piacevole, la linea tutt'altro che pesante, le grandi superfici vetrate e l'equipaggiamento non più così semplificato come nelle giardinette e nelle auto destinate ad uso commerciale viste fino a quel momento.

##### La versione Gordini

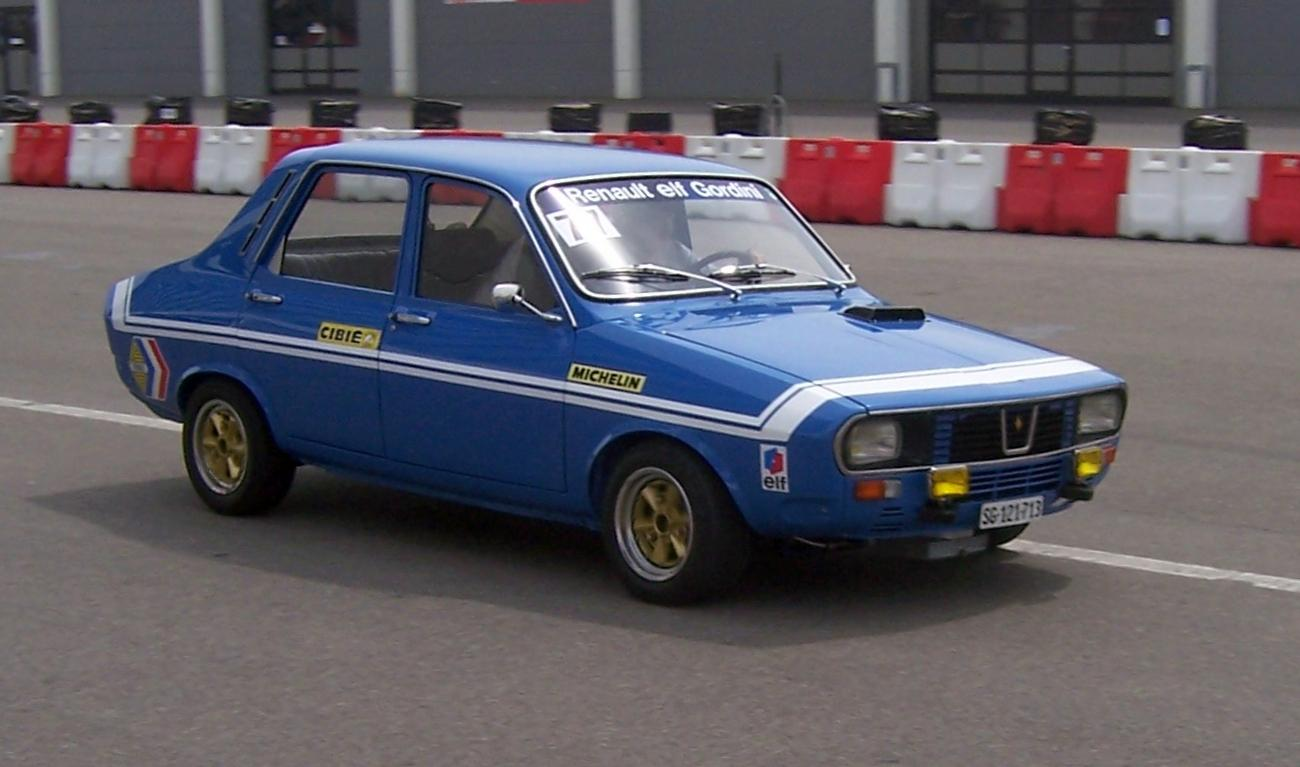
Una Renault 12 Gordini nella sua classica livrea blu con bande bianche

L'altra grande novità del 1970 fu la 12 Gordini, un modello che va a raccogliere il testimone della precedente, indimenticata versione Gordini della R8, che fece da nave scuola per parecchi appassionati piloti alle prime armi.
Il nuovo modello sportivo ha avuto una gestazione piuttosto lunga: il suo sviluppo è cominciato infatti nell'estate del 1969, poco prima del lancio della berlina normale, e fu portato avanti dalla Renault e dalla Alpine. Di Amedeo Gordini, il grande preparatore resosi famoso negli anni cinquanta con i successi delle versioni pepate della 4CV e della Dauphine, non rimase che il nome. Il progetto della 12 Gordini fu affidato a Georges Dalboussiere che fece testare la vettura in maniera severissima, lungo le piste africane solitamente destinate al Rally del Marocco. Da qui e da altri successivi test sui medesimi tracciati emersero alcuni punti da rivedere, inerenti al telaio, che era assolutamente da migliorare se si volevano raggiungere prestazioni convincenti. Ciò che rendeva perplessi i collaudatori fu tra l'altro un test condotto su pista contro la R8 Gordini, rispetto alla quale la versione sportiva della R12 era riuscita a migliorare i tempi di appena mezzo secondo. Ciò fu dovuto al forte sottosterzo dato dal posizionamento a sbalzo del motore, fatto che costringeva i piloti a forti rallentamenti in curva i quali penalizzavano i tempi finali. Per apportare decisive migliorie, vennero rivisti tutti gli aspetti della meccanica telaistica della vettura: avantreno e retrotreno furono irrigiditi e ribassati, ed in particolare venne montata una barra antirollio anteriore di maggior diametro, mentre l'asse rigido posteriore si avvalse del sostegno di triangoli superiori e bracci inferiori. Lo sterzo divenne più diretto ed in grado di effettuare la sterzata completa in meno giri di volante.
Nel frattempo, vennero raccolti però già 126 ordini da parte di altrettanti piloti desiderosi di partecipare alla Coppa Gordini con la nuova vettura. Essi ricevettero le vetture solo nel febbraio del 1971, e con le modifiche di telaio appena descritte. Questi 126 esemplari di R12 Gordini sono considerati la produzione di pre-serie, in quanto la Casa francese era intenzionata ad apportare ulteriori aggiornamenti alla vettura. Gli esemplari di pre-serie erano tra l'altro equipaggiati con sedili mutuati dalla versione L, mentre nella versione definitiva sarebbero stati utilizzati sedili tratti dalla versione TL. Inoltre, sempre per quanto riguarda gli esemplari di pre-serie, furono montati dei pannelli porta semplificati senza poggiabraccia. Tra le soluzioni che invece vennero adottate già in questi esemplari, e che sarebbero rimaste anche nella serie vera e propria, vi fu l'eliminazione dei paraurti, sia anteriori che posteriori. Per quanto riguarda il motore, esso è in pratica una versione spinta dell'unità da 1565 cm³ montata sulla R16 TS. Del motore originario fu modificato il rapporto di compressione, portato a 10,25:1, furono modificate le camere di scoppio e furono montati due carburatori doppio corpo Weber da 45. Come risultato si raggiunse una potenza massima di 113 CV DIN, in seguito divenuti 117. Nuovo anche il cambio, sempre manuale ma a 5 marce. Tale gruppo motopropulsore fu una delle prime soluzioni approvate prima ancora di dover ricorrere a tutta quella serie di modifiche al telaio appena descritte. Ma la Renault, anche dopo la consegna degli esemplari di pre-serie, volle rivedere ed aggiornare nuovamente la vettura. Perciò la commercializzazione della R12 Gordini non fu avviata che nel settembre del 1971, un anno dopo la sua presentazione.

#### I primi anni di produzione

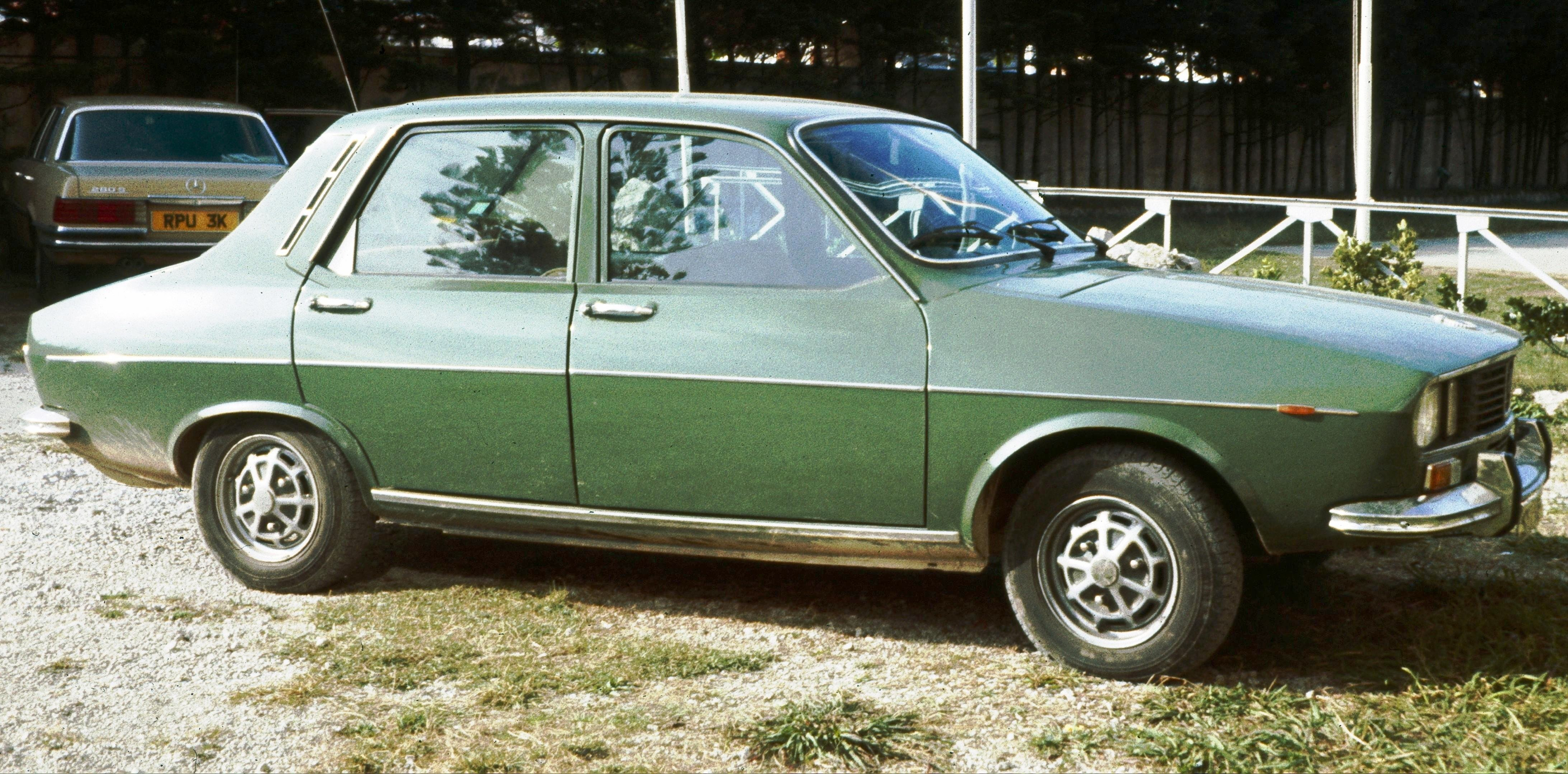
Una Renault 12 TS, riconoscibile per suoi i cerchi specifici

A parte le difficoltà incontrate durante lo sviluppo della versione Gordini, la restante gamma della 12 si inoltrò nel nuovo decennio forte dei consensi di pubblico ottenuti: negli ultimi mesi del 1969 (i primi della sua carriera commerciale), la berlina fu ordinata in 13.784 esemplari, ai quali si aggiunsero gli oltre 203.000 ordini raccolti durante l'intero anno seguente. Vendite a valanga anche durante i due anni successivi, con picchi produttivi che arrivarono a ben 1.300 esemplari al giorno. Per contro, l'unico aggiornamento significativo alla gamma arrivò solo nell'autunno del 1972, quando venne introdotta la 12 TS, un modello intermedio tra le placide L e TL e la rabbiosa Gordini. La TS era equipaggiata dallo stesso motore 1.3 delle due versioni di base, ma con potenza portata a 60 CV DIN (68 CV SAE) grazie all'ausilio di un carburatore doppio corpo. Si tratta dello stesso motore montato sulla Renault 15 TL, la coupé lanciata solo l'anno precedente e derivata proprio dalla R12. La TS era anche caratterizzata da un equipaggiamente più ricco rispetto alle due versioni minori: del corredo di serie fanno parte anche i nuovi cerchi di disegno specifico, i faretti antinebbia supplementari e addirittura i sedili anteriori con poggiatesta integrato. Questi nuovi componenti della dotazione di serie diedero un tocco di sportività a questa versione, che riscosse da sola un gran successo di vendite. Per quanto riguarda il resto della gamma, non vi furono che aggiornamenti di dettaglio: uno dei più significativi riguardò la leva del freno a mano, che venne spostata dalla plancia al tunnel centrale. Ciò comportò, nella versione L, la sostituzione della panchetta anteriore con due sedili separati. La lista degli optional si arricchì con l'arrivo delle luci di retromarcia. Sempre nel 1972 la Gordini ricevette i paraurti sia davanti che dietro.
Nel 1974 vi furono molte novità: l'allestimento TS fu esteso anche alla versione Break, dando luogo ad una giardinetta ancor più improntata al lusso rispetto alle altre Break. Per la prima volta dall'uscita di produzione della Frégate Manoir (14 anni prima) la gamma Renault includeva una giardinetta con ben altre pretese che quelle di una vettura da lavoro. Entrambe le versioni TS (sia berlina che Break) ricevettero nuovi fari con proiettori allo iodio incorporati, il che permise l'eliminazione dei faretti supplementari utilizzati fino a quel momento. Nello stesso periodo, la gamma si estese ulteriormente con l'arrivo della 12 TR, ossia la versione con cambio automatico, in questo caso a 3 rapporti. Il motore era quello della TS, e così pure i sedili integrali, mentre il restante allestimento interno era quello della TL. Nel mese di luglio, la Gordini cessò di essere prodotta e terminò quindi la sua carriera senza essere riuscita a sostituire realmente la R8 Gordini nel cuore degli appassionati. Ritroverà però sempre maggior gloria negli anni successivi. Negli ultimi mesi di produzione, tale versione ricevette alcuni aggiornamenti sia meccanici (nuova scatola del cambio) sia estetici (far supplementari a plastiche bianche, nuova gamma colori, ecc). Inoltre vi era la possibilità di far installare un motore 1.6 da ben 160 CV(215 km/h) per i clienti che volevano utilizzare la vettura anche in ambito sportivo, facendo  registrare consumi d'uso, su strada, alquanto inferiori nei confronti della versione meno potente. In autunno, vi furono nuovi aggiornamenti: si ebbe infatti l'introduzione della Break TR, mentre le Break di base vennero subirono un cambio di denominazione: la Break L divenne Break LN, mentre la Break TL cambiò in Break TN.

#### Il restyling di mezza età e gli ultimi anni
Nell'estate del 1975 la R12 fu sottoposta ad un marcato restyling che interessò innanzitutto il frontale, dove a fianco degli stessi fari della versione pre-restyling, comparvero una nuova calandra sempre in plastica nera ed un nuovo stemma della Casa di Billancourt, il tutto contornato da una cornice color grigio argento che avvolgeva anche i proiettori, dando l'impressione che invece fossero stati anch'essi rivisitati. Rimanendo nella zona anteriore della vettura, gli indicatori di direzione e le luci di posizione furono incorporati nel paraurti, anch'esso rinnovato. Lateralmente, si ebbero poche novità, tra cui la scomparsa della piccola presa d'aria a sviluppo verticale lungo il montante posteriore, sostituita da una presa d'aria romboidale e posta alla base del montante stesso. Nella parte posteriore i piccoli fari usati fino a quel momento lasciarono il posto a gruppi ottici più grandi e dalla grafica meglio definita. Sopra di essi venne applicata una banda nera a tutta larghezza, mentre in basso venne montato un nuovo paraurti, analogamente a quanto fatto per il frontale. Tali modifiche estetiche riguardarono solo la berlina: la Break venne ridisegnata solo nel frontale. Anche nell'abitacolo si ebbero aggiornamenti: cambiarono il cruscotto ed il volante, passato da due a quattro razze. La versione TS ricevette nuovi cerchi dal disegno più moderno, mentre i suoi sedili, sempre di tipo integrale, vennero ridisegnati nella parte superiore, che divenne cava. La gamma motori rimase invariata.
Alla fine di quel 1975, le versioni Break LN e TN ritornarono alle loro precedenti denominazioni (L e TL), mentre la versione TR dotata di cambio automatico, finì per essere battezzata semplicemente Automatic.
All'inizio del 1976, una nuova versione Break andò a completare la gamma, ossia la Société, variante commerciale con vetrature posteriori eliminate in favore di lamierati verniciati. In pratica era una versione van derivata dalla Break TL di cui riprendeva allestimento e motore. Da qui in poi, cominciò la fase calante per la carriera della R12 in Europa: durante lo stesso anno la R12, fino a quel momento la più venduta nella gamma Renault, si vide superare nelle vendite dalla Renault 5, più piccola ed economica per l'utilizzo urbano. Ciò fu dovuto anche ad un altro evento: tra la R12 e la R5 andò infatti ad inserirsi la Renault 14, una berlina 2 volumi che sebbene non abbia incontrato un gran successo, riuscì a sottrarre clienti alla R12. Verso la fine del 1976, la gamma ricevette aggiornamenti di dettaglio, concentrati praticamente solo negli allestimenti interni (strumentazione con lancette color arancio, nuove cinture di sicurezza con avvolgitore, moquette sulle versioni TL e TS, ecc). Un'altra novità fu la riduzione della potenza massima nella L, che ora poteva disporre solamente di 50 CV, ma poteva in compenso essere alimentata anche con benzina normale.
Nel 1977 l'unica novità nella gamma fu la soppressione della versione 12 L, ribattezzata semplicemente come 12, senza alcuna sigla che ne indicasse il livello di allestimento.
Nel 1978, in occasione dei Mondiali di calcio in Argentina, la Renault lanciò una campagna di promozione per la R12, che nel Paese sudamericano era già prodotta da tempo e molto popolare. La manifestazione calcistica, ovviamente seguita in tutto il mondo, fece in modo che la R12 visse un suo nuovo momento di gloria anche in Europa, l'ultimo della sua carriera nel Vecchio Continente. Infatti, già da qualche mese era stata lanciata la Renault 18, destinata a sostituire proprio la R12. Sempre nel 1978, stavolta in autunno, scomparvero dal listino le berline TS ed Automatic, ma rimasero come versioni Break, mentre la versione Société vide il proprio allestimento semplificarsi e divenire analogo a quello delle Break in allestimento base.
Nel 1979, la gamma subì un taglio netto e drastico, riducendosi alle sole versioni TL, sia berlina che Break. L'anno seguente, anche queste versioni scomparvero dal listino sancendo così la fine della fortunata carriera commerciale della R12 in Europa.

### Riepilogo caratteristiche
Di seguito vengono riepilogate le caratteristiche relative alle varie versioni previste per la gamma della Renault 12 in Europa:
| Renault 12 |             |                |                   |                |                    |               |                    |                    |              |                     |                    |                    |
| Modello | Carrozzeria | Codice modello | Motore            | Cilindrata cm³ | Potenza CV DIN/rpm | Coppia Nm/rpm | Cambio/ N°rapporti | Massa a vuoto (kg) | Velocità max | Acceler. 0–100 km/h | Consumo (l/100 km) | Anni di produzione |
| 12 | berlina     | R1170          | Type 810          | 1289           | 50/5000            | 90/3000       | M/4                | 900                | 140          | -                   | 8.7                | 1977-79            |
| 12 | Break       | R1330          | Type 810          | 1289           | 50/5000            | 86/2500       | M/4                | 960                | 135          | -                   | 8.7                | 1977-79            |
| '12 L' | berlina     | R1170          | Type 810          | 1289           | 54/5250            | 95/3000       | M/4                | 900                | 145          | 16"5                | 8.5                | 1969-76            |
| '12 L' | Break       | R1330          | Type 810          | 1289           | 54/5250            | 95/3000       | M/4                | 960                | 140          | -                   | 8.5                | 1970-74            |
| '12 L' | berlina     | R1170          | Type 810          | 1289           | 50/5000            | 90/5000       | M/4                | 900                | 140          | -                   | 8.7                | 1976-77            |
| '12 L' | Break       | R1330          | Type 810          | 1289           | 50/5000            | 86/2500       | M/4                | 960                | 135          | -                   | 8.7                | 1976-77            |
| 12 TL | berlina     | R1170          | Type 810          | 1289           | 54/5250            | 95/3000       | M/4                | 900                | 145          | 16"5                | 8.5                | 1969-80            |
| 12 TL | Break       | R1330          | Type 810          | 1289           | 54/5250            | 95/3000       | M/4                | 960                | 140          | -                   | 8.5                | 1970-74 1976-801   |
| 12 LN/TN | Break       | R1330          | Type 810          | 1289           | 54/5250            | 95/3000       | M/4                | 960                | 140          | -                   | 8.5                | 1974-75            |
| 12 TS | berlina     | R1177          | Type 810-02       | 1289           | 60/5500            | 98/3500       | M/4                | 935                | 155          | 13"                 | 10                 | 1972-78            |
| 12 TS | Break       | R1337          | Type 810-02       | 1289           | 60/5500            | 98/3500       | M/4                | 980                | 155          | 13"                 | 10                 | 1974-79            |
| 12 TR | berlina     | R1177          | Type 810-06       | 1289           | 60/5500            | 98/3500       | A/3                | 950                | 143          | 19"                 | -                  | 1974-75            |
| 12 TR | Break       | R1337          | Type 810-06       | 1289           | 60/5500            | 98/3500       | A/3                | 980                | 143          | 19"                 | -                  | 1974-75            |
| 12 Automatic | berlina     | R1177          | Type 810-06       | 1289           | 60/5500            | 98/3500       | A/3                | 950                | 143          | 19"                 | -                  | 1976-78            |
| 12 Automatic | Break       | R1337          | Type 810-06       | 1289           | 60/5500            | 98/3500       | A/3                | 980                | 143          | 19"                 | -                  | 1976-79            |
| 12 Gordini | berlina     | R1173          | Type 807-20 (A2L) | 1565           | 113/6250           | 147/4500      | M/5                | 980                | 185          | 9"5                 | 15                 | 1970-742           |
| Note: 1Tra il 1974 e la fine del 1975, le Break TL sono state sostituite dal modello Break TN. Dopo tale periodo, a partire dall'inizio del 1976 sarebbero tornate con la sigla TL 2Il periodo di produzione indicato include anche gli esemplari di pre-serie, la cui produzione è iniziata alla fine del 1970: la serie vera e propria ha cominciato ad essere prodotta nel 1971 |             |                |                   |                |                    |               |                    |                    |              |                     |                    |                    |

#### La produzione nel resto del mondo dagli anni '80 in poi

La Renault 12 fu prodotta per decenni in Romania come Dacia 1300, poi evolutasi in altri modelli. Questa foto, che ritrae una strada rumena, testimonia la vastissima diffusione della vettura in quel Paese

La R12 continuò ad essere prodotta per molti altri anni in numerosi altri paesi, su licenza, tra cui l'Argentina, la Romania e la Turchia. Anche in Europa vi furono alcuni Paesi in cui la gamma differiva, a volte anche di molto. La produzione della vettura, in molti casi, terminò addirittura nei primi anni del XXI secolo.

##### In Romania
La Renault 12 è stata prodotta su licenza dalla Dacia fin dal 1969, in contemporanea con la R12 prevista nel resto d'Europa. La denominazione cambiò e la vettura fu venduta come Dacia 1300. La vettura ottenne un enorme successo in patria ed è frequente trovare ancora diversi esemplari in circolazione. La sola berlina è stata prodotta in 1.716.660 esemplari solo in Romania, più le versioni Break e senza contare le inedite varianti coupé, berlina a 2 volumi e pick-up. Gli ultimi esemplari della Dacia 1300 berlina uscirono dalle linee di montaggio di Mioveni nel 2004 e le sue versioni pick-up arrivarono addirittura ad essere prodotte fino al 2006.

##### In Europa
Oltre che in Francia ed in Romania (come Dacia), la R12 fu prodotta anche in altri Paesi europei, di seguito elencati:
- Spagna: qui la Renault 12 fu prodotta dallo stabilimento della FASA-Renault di Valladolid. La vettura fu presentata nell'aprile del 1970 al Salone di Barcellona. Qui la gamma della Renault 12 fu articolata in maniera differente rispetto a quella presente nella maggior parte degli altri Paesi europei. Inizialmente la gamma era composta unicamente dalla versione base, denominata semplicemente 12. Nel 1971 tale versione fu integrata con la 12 TL, dotata di migliorie nell'equipaggiamento Poco più tardi, in autunno, si ebbe un nuovo arrivo, ossia la 12 S, analoga alla TS prodotta in Francia, ma con alcune differenze, come ad esempio i quattro fari anteriori squadrati in stile R16 TX. Era dotata di contagiri e montava il noto 1.3 Renault della famiglia Cléon, ma con potenza portata a 68 CV DIN. La versione Break della 12 spagnola arrivò nel 1972, mentre nel 1976 la 12 S fu sostituita dalla 12 TS, che però differiva dall'omonima versione prodotta in Francia per il fatto di montare il motore Cléon da 1397 cm³ e 70 CV di potenza massima. Si tratta di uno dei pochi casi di Renault 12 equipaggiata con tale motore, che solitamente veniva invece montato su altri modelli della Casa (R5, R18, ecc). Altri casi di applicazione del 1.4 Cléon sulla r12 si ebbero in Sudamerica. Il lancio della TS spagnola fu una delle novità salienti dell'aggiornamento generale della gamma che portò tra l'altro anche al restyling esterno che già aveva interessato la versione francese. Nel 1982 la berlina fu sostituita dalla Renault 9, ma la Break rimase in listino ancora per altri due anni prima di venire sostituita dalla versione giardinetta della Renault 18. In totale, tra il 1970 ed il 1984, furono prodotti 455.392 esemplari della Renault 12 spagnola.
- Portogallo: nel Paese lusitano la R12 fu prodotta nello stabilimento ILR;
- Irlanda: la R12 venne assemblata anche nello stabilimento Smith Eng.

##### In Nordamerica
La R12 fu commercializzata anche negli Stati Uniti ed Canada: in questi Paesi la vettura ottenne solo moderati consensi. Negli Stati Uniti non venne molto apprezzata ed i pochi esemplari venduti furono per la maggior parte versioni dotate del motore da 1565 cm³ preso pari pari dalla R16, ma rivisitato in modo da soddisfare le severe normative antinquinamento vigenti oltreoceano. Tra le altre particolarità di queste r12 va ricordato il frontale a doppi fari tondi ed i paraurti più prominenti. Tali adattamenti fecero lievitare il prezzo finale, per cui la R12 divenne poco concorrenziale, specialmente dopo che la stampa statunitense si accanì contro le scarse doti di comfort, la climatizzazione di scarso livello e lo sterzo non servoassistito. Andò un po' meglio in Canada, Paese che la Renault considerava ancora ai limiti della sostenibilità per quanto riguarda la commercializzazione della vettura, poiché consentiva ancora di ottenere utili a livelli apprezzabili.

##### In Messico
Nel 1969, in contemporanea con il lancio in Europa occidentale e l'avvio della produzione Dacia in Romania, la Renault 12 ha cominciato ad essere prodotta in Messico, presso lo stabilimento DINA SA di Sahagùn (Stato di Hidalgo). Come in Europa, le versioni iniziali erano due: L e TL. A partire dal 1974 la gamma si ampliò con l'arrivo della familiare, con allestimento TN, e della versione TS. Nel 1979 la gamma riceve il suo ultimo aggiornamento con l'arrivo della Renault 12 Routier, un modello di punta con motore 1.6 da 72 CV. Esteticamente la Renault 12 Routier si distingueva dal resto della gamma per il frontale a quattro fari tondi. Nel 1980, l'arrivo della R18 sancì l'eliminazione di tutte le R12 da listino messicano, tranne la versione Routier, che rimase in vendita fino al 1984, anno in cui verrà sostituita dalla Alliance, variante americana della Renault 9.

##### In Sudamerica
La produzione della Renault 12 in Sudamerica ha coinvolto fondamentalmente due Paesi, l'Argentina e la Colombia. Inizialmente anche lo stabilimento Willys-Overland di São Bernardo do Campo (San Paolo), in Brasile, doveva costituire un altro nodo produttivo della Renault 12 in Sudamerica. Ma le difficoltà finanziarie incontrate da tale stabilimento durante la seconda metà degli anni sessanta lo posero nella condizione di dover cercare un acquirente. Fu la Kaiser, che detentrice della maggioranza delle quote dello stabilimento a decidere di vendere l'attività. Renault, che invece deteneva solo l'8,5% di tale pacchetto, non poté opporsi. Lo stabilimento Willys-Overland sudamericano venne dunque rilevato nel 1967 dalla Ford quando il progetto M, equivalente al progetto 117 in Europa, era già stato avviato. I nuovi padroni della Willys-Overland brasiliana proseguirono con tale progetto, reinterpretandolo in diversi punti ed alla fine diedero alla luce la Ford Corcel, praticamente una Renault 12 reinterpretata dalla Ford con carrozzeria completamente differente.
Negli altri due Paesi dell'America Latina la Renault 12 venne invece regolarmente prodotta ed ottenne anche un buon successo di vendite, oltre che buoni risultati in ambito sportivo:

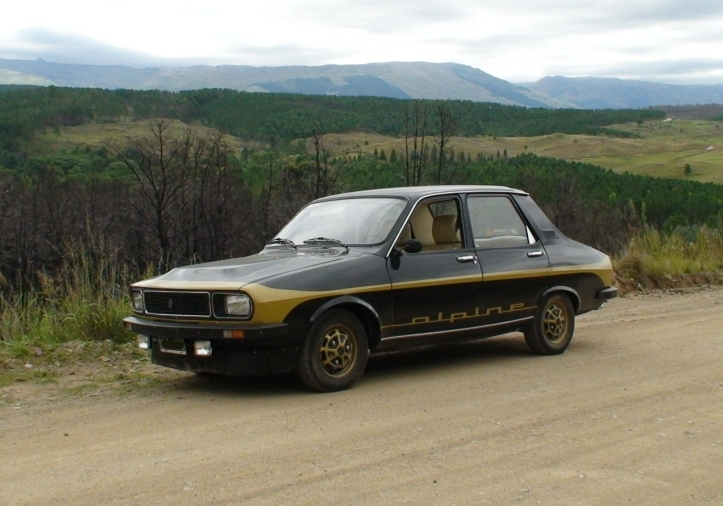
Una Renault 12 Alpine, modello di punta della produzione argentina

- 'Argentina: la Renault 12 cominciò ad essere prodotta in Argentina a partire dal 2 novembre 1970, presso lo stabilimento IKA-Renault di Santa Isabel. La vettura era sostanzialmente simile alla versione TL da cui si differenziava per alcuni particolari, come il paraurti più prominente. La prima serie era costituita da un solo modello equipaggiato con il solito 1.3 Renault, ma con potenza innalzata ad 82 CV SAE. Nel 1974 si ebbero alcune modifiche estetiche di dettaglio e vi fu anche l'arrivo della versione Break, mentre nel 1976 gli aggiornamenti si fecero più evidenti e gli allestimenti divennero due: da una parte l'allestimento TL, cioè quello di base, con motore da 63 CV DIN, e dall'altra l'allestimento TS con motore da 74 CV DIN. Vale la pena sottolineare che il motore utilizzato a partire dal 1976 non era più da 1.3 litri ma da 1.4 litri. Nel 1978 arrivò la versione sportiva, denominata Alpine e che era facilmente riconoscibile esternamente per la vistosa bombatura sul cofano motore. Il propulsore era lo stesso 1.4, ma molto più "spremuto": qui la potenza raggiungeva ben 110 CV SAE e la velocità massima era di 175 km/h, con accelerazione da 0 a 100 km/h in 11 secondi. Nel 1982 la gamma argentina fu oggetto di un restyling in cui i paraurti ricevettero un bordo in gomma. Due anni dopo, nel 1984, apparve la versione GTS, la più lussuosa della gamma, con motore da 77 CV DIN. Altre novità si ebbero negli anni a venire: nel 1986 la gamma si estese verso il basso con l'ìntroduzione della versione L', più economica, mentre nel 1990 arrivò la GTL dotata di cambio a 5 marce. Nei primi anni novanta si ebbe anche l'arrivo di una versione con motore da 1647 cm³ depotenziato a 63 CV. Le ultime Renault 12 argentine uscirono dalle linee di montaggio il 3 novembre del 1994. Dallo stabilimento IKA uscirono anche diversi lotti di vetture destinati al Cile, all'Uruguay e persino allo stato africano dell'Angola, dove le vetture giungevano via mare.
- Colombia: dal 1973 la R12 cominciò ad essere prodotta anche nello stabilimento SOFASA di Envigado, in Colombia. La gamma d'esordio era costituita da una sola versione ed un solo allestimento, il TL, spinto dal solito 1.3 da 60 CV SAE (54 CV DIN). Qui la R12 raggiunse un gran successo, tanto da oscurare i pur validi modelli concorrenti, come la Fiat 125 e la Dodge Polara prodotte anch'esse in loco. Nel 1974 la gamma fu arricchita con l'arrivo della versione Break, che ottenne anch'essa un gran successo e che tra l'altro si fregiò del primato di essere la prima giardinetta mai commercializzata in Colombia. L'anno seguente la R12 cominciò ad essere prodotta anche come taxi, ottenendo anche in questo caso un buon successo presso questa categoria di professionisti. Nel 1976 anche la R12 colombiana fu sottoposta al restyling che aveva interessato la gamma europea, mentre nel 1977 raggiunse picchi di vendita tali da superare un altro best seller assoluto della Renault come la R4. Nel 1978 la TL fu sostituita dalla TS, caratterizzata dall'allestimento più ricco. L'anno seguente vennero applicate delle coperture in gomma ai paraurti.

La produzione della R12 in Colombia cessò nel 1981: in totale nello stabilimento SOFASA furono prodotti 56.250 esemplari di R12.

##### In Turchia

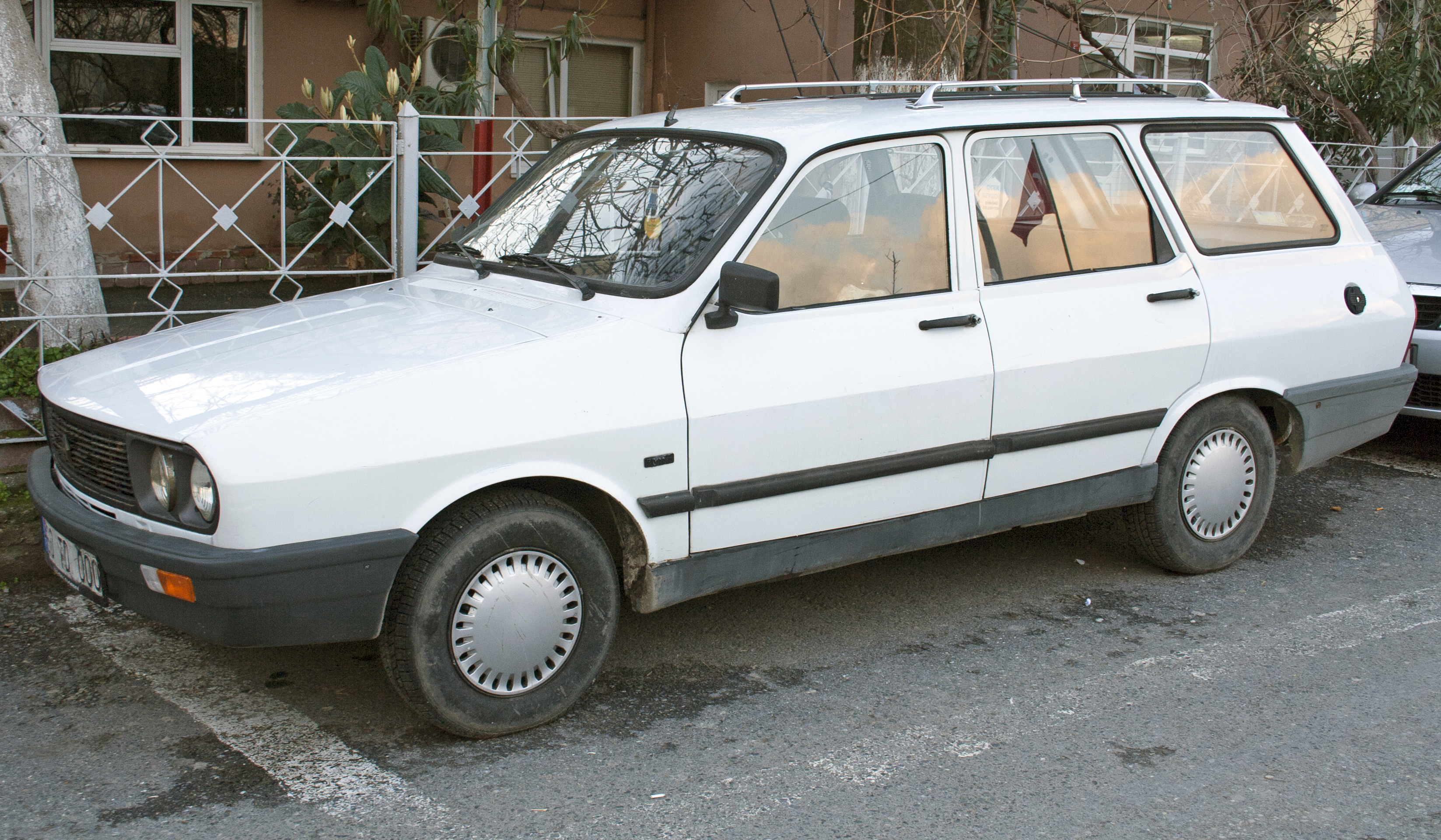
Una R12 Toros con carrozzeria Break

Dal 1970 al 1999 la R12 venne prodotta nello stabilimento Oyak-Renault di Bursa, in Turchia. Anche nella penisola anatolica la vettura riscosse un gran successo e molti esemplari vennero esportati anche in alcuni Paesi africani come ad esempio il Benin e pure in Paesi del Medio Oriente. La R12 fu disponibile nella gamma turca sia come berlina che come Break. Nel 1989 si ebbe un restyling per il modello, in seguito al quale la R12 venne ribattezzata Toros. Ancora oggigiorno la R12 e la Toros sono modelli assai popolari ed oggetto di culto da parte degli appassionati locali, che li utilizzano persino come basi per elaborazioni tuning. In totale vennero prodotti 700.000 esemplari di R12/Toros.

##### In Oceania
La R12 venne prodotta in Australia presso lo stabilimento Renault Australia Pty. Ltd. di Victoria. La gamma era costituita da un solo allestimento denominato GL (mai visto in Europa) ed era equipaggiata con il 1.3 Cléon. L'assemblaggio avveniva utilizzando parte dei componenti della R12 ed in parte mediante componenti inviati da fornitori locali. La Renault 12 vinse il premio di Auto dell'Anno d'Australia del 1970. Nel 1975 venne ristilizzata in contemporanea con il modello europeo, mentre nel 1976 il motore 1.3 venne sostituito dal motore 1.4, sempre della famiglia Cléon. Infine nel 1978 la vettura venne ribattezzata Renault Virage, simile alla precedente R12 ma dotata di doppi proiettori circolari sul frontale in luogo dei gruppi ottici precedenti. La produzione in Australia terminò nel 1980.
Anche in Nuova Zelanda vi fu un sito in cui la R12 fu assemblata: lo stabilimento Campbell situato nella città di Thames. Anche in questo caso la vettura era costituita solo in parte da componenti inviati dall'Europa, per la precisione solo il 50% dei componenti. Il resto veniva acquistato in loco.

##### In Africa
Nel continente africano la R12 giunse sia tramite esportazione da altri Paesi (come già menzionato, dall'Argentina e dalla Turchia) oppure grazie ad altri nodi produttivi che l'assemblarono in loco. È per esempio il caso della Costa d'Avorio, dove la vettura venne prodotta dallo stabilimento SAFRAR, del Marocco (presso la SOMACA di Casablanca), del Madagascar (presso lo stabilimento SOMACOA) e del Sudafrica (con assemblaggio presso lo stabilimento Rosslyn Motors). Da qui le R12 presero poi a diffondersi in tutto il continente, arrivando ad invadere anche Paesi non direttamente toccati dalla produzione o comunque dall'esportazione del modello.

### Attività sportiva

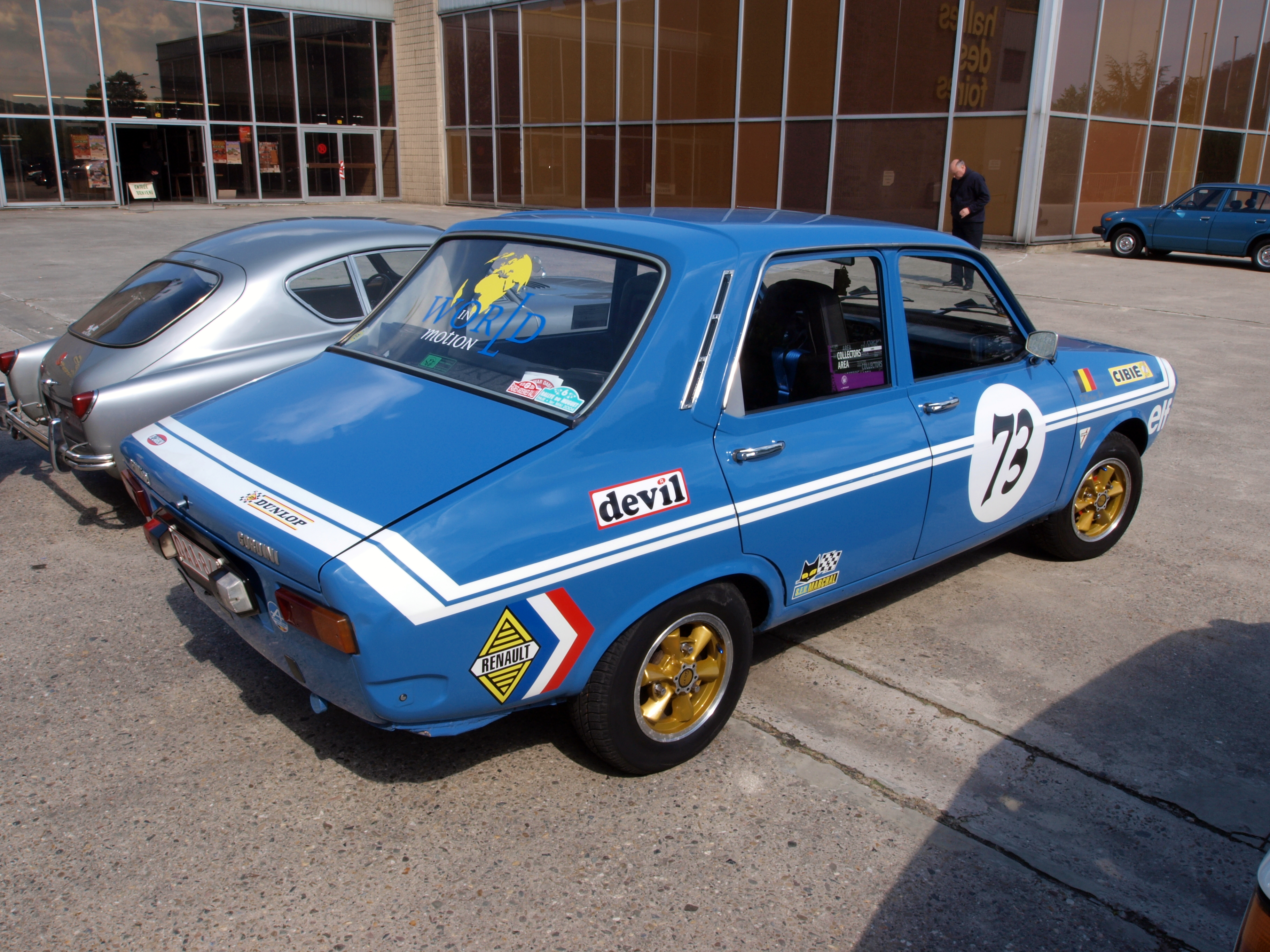
L'attività sportiva della R12 ha visto in prevalenza l'utilizzo della versione Gordini

La Renault 12 ha conosciuto un'intensa attività sportiva, quasi interamente svolta dalla versione Gordini, ma prevalentemente in manifestazioni non ufficiali. Infatti, la Régie non si è mai dimostrata realmente interessata all'attività agonistica di questa vettura, sebbene i risultati ottenuti da quest'ultima fossero tutt'altro che scadenti. Certo, la R12 Gordini non sarebbe mai riuscita ad eguagliare le glorie sportive della R8 Gordini, ma ciononostante la sua carriera agonistica è stata comunque ricca di risultati di rilievo. Tra i successi ottenuti in veste ufficiale vanno ricordati il primo posto al Rallye de la Haute-Marne e quello del Rally Neige et Glace.
Dal punto di vista sportivo la R12 Gordini ha ottenuto maggior considerazione nei Paesi dell'Est, dove seppe trionfare contro avversarie sulla carta molto più quotate, come le ostiche Skoda 130 R con motori portati spesso fino a 150 CV ed oltre. Persino una versione TL riuscì ad avere ragione delle temibili vetture ceche.
Un'altra specialità in cui la R12 si fece valere ottenendo grandi risultati fu quella delle gare di durata: uno dei risultati di maggior spicco fu quello ottenuto in Sudamerica dal pilota Jorge Recalde al rally denominato Vuelta a la America del Sur, tenutosi nel 1978. Qui una R12 TL quasi completamente di serie riuscì a percorrere ben 30.000 km in soli 39 giorni. Tale successo darà ulteriore spinta anche alle vendite del modello oltreoceano. Un'altra vittoria di rilievo, stavolta più vicina a noi, fu quella ottenuta da Jean-Claude Briavoine al volante di una R12 Break TS al rally Abidjan-Nizza del 1977, un percorso che si snodava per 8600 km, la maggior parte dei quali percorsi in mezzo al deserto. Ed ancora va segnalata la vittoria di una Gordini al rally Città del Capo-Algeri, ottenuta grazie all'equipaggio costituito dai fratelli Bernard e Claude Marreau.